# Dennis Muren
Dennis Muren (Glendale, 1º novembre 1946) è un artista ed effettista statunitense, noto a livello internazionale per le sue opere in campo cinematografico.

## Biografia
Ha lavorato con molti celebri registi, tra i quali Steven Spielberg, James Cameron e George Lucas, vincendo 9 Premi Oscar su 13 candidature.

## Filmografia

### Effetti visivi
- Equinox, regia di Dennis Muren e Jack Woods (1970) - regia non accreditata
- Flesh Gordon - andata e ritorno al pianeta Korno (Flesh Gordon), regia di Michael Benveniste e Howard Ziehm (1974)
- Guerre stellari (Star Wars), regia di George Lucas (1977)
- Incontri ravvicinati del terzo tipo (Close Encounters of the Third Kind), regia di Steven Spielberg (1977)
- Galactica - serie TV, 1x1 (1978)
- Guerre stellari - L'Impero colpisce ancora (The Empire Strikes Back), regia di Irvin Kershner (1980)
- Il drago del lago di fuoco (Dragonslayer), regia di Matthew Robbins (1981)
- E.T. l'extra-terrestre (E.T. the Extra-Terrestrial), regia di Steven Spielberg (1982)
- Guerre stellari - Il ritorno dello Jedi (Return of the Jedi), regia di Richard Marquand (1983)
- Indiana Jones e il tempio maledetto (Indiana Jones and the Temple of Doom), regia di Steven Spielberg (1984)
- Piramide di paura (Young Sherlock Holmes), regia di Barry Levinson (1985)
- Captain EO, regia di Francis Ford Coppola - cortometraggio (1986)
- Star Tours, regia di Dennis Muren - cortometraggio per parco a tema della Disney (1987) - non accreditato
- Salto nel buio (Innerspace), regia di Joe Dante (1987)
- L'impero del sole (Empire of the Sun), regia di Steven Spielberg (1987)
- Willow, regia di Ron Howard (1988)
- Ghostbusters II, regia di Ivan Reitman (1989)
- The Abyss, regia di James Cameron (1989)
- Terminator 2 - Il giorno del giudizio (Terminator 2: Judgment Day), regia di James Cameron (1991)
- Jurassic Park, regia di Steven Spielberg (1993)
- Casper, regia di Brad Silberling (1995)
- Twister, regia di Jan de Bont (1996)
- Star Wars - Episodio I - La minaccia fantasma (Star Wars: Episode I - The Phantom Menace), regia di George Lucas (1999)
- A.I. - Intelligenza artificiale (A.I. Artificial Intelligence), regia di Steven Spielberg (2001)
- Star Wars - Episodio II - L'attacco dei cloni (Star Wars: Episode II - Attack of the Clones), regia di George Lucas (2002)
- Hulk, regia di Ang Lee (2003)
- La guerra dei mondi (War of the Worlds), regia di Steven Spielberg (2005)
- Super 8, regia di J. J. Abrams (2011)

### Varie
- L'avventura degli Ewoks (Caravan of Courage: An Ewok Adventure), regia di John Korty - film TV (1984) - effetti speciali
- Jurassic Park, regia di Steven Spielberg (1993) - full motion dei dinosauri
- Mission: Impossible, regia di Brian De Palma (1996) - consulente creativo
- Il mondo perduto - Jurassic Park (e Lost World: Jurassic Park), regia di Steven Spielberg (1997) - full motion dei dinosauri
- Harry a pezzi (Deconstructing Harry), regia di Woody Allen (1997) - consulente creativo
- WALL•E, regia di Andrew Stanton - film d'animazione (2008) - consulente visivo
- Jurassic World, regia di Colin Trevorrow (2015)

## Riconoscimenti
Premio Oscar
Dennis Muren è la decima persona ad aver ricevuto più premi Oscar nella storia del Cinema, infatti ha vinto 6 statuette (senza contare i due Oscar ricevuti come Special Achievement, non considerati competitivi) su 13 nomination ricevute:
- 1981 - Special Achievement Award per Guerre stellari - L'Impero colpisce ancora
- 1982 - Oscar alla tecnica
- 1982 - Candidatura ai migliori effetti speciali per Il drago del lago di fuoco
- 1983 - Migliori effetti speciali per E.T. l'extra-terrestre
- 1984 - Special Achievement Award per Guerre stellari - Il ritorno dello Jedi
- 1985 - Migliori effetti speciali per Indiana Jones e il tempio maledetto
- 1986 - Candidatura ai migliori effetti speciali per Piramide di paura
- 1988 - Migliori effetti speciali per Salto nel buio
- 1989 - Candidatura ai migliori effetti speciali per Willow
- 1990 - Migliori effetti speciali per The Abyss
- 1992 - Migliori effetti speciali per Terminator 2 - Il giorno del giudizio
- 1994 - Migliori effetti speciali per Jurassic Park
- 1998 - Candidatura ai migliori effetti speciali per Il mondo perduto - Jurassic Park
- 2000 - Candidatura ai migliori effetti speciali per Star Wars: Episodio I - La minaccia fantasma
- 2002 - Candidatura ai migliori effetti speciali per A.I. - Intelligenza artificiale
- 2006 - Candidatura ai migliori effetti speciali per La guerra dei mondi